# St. Georg (Kemnat)

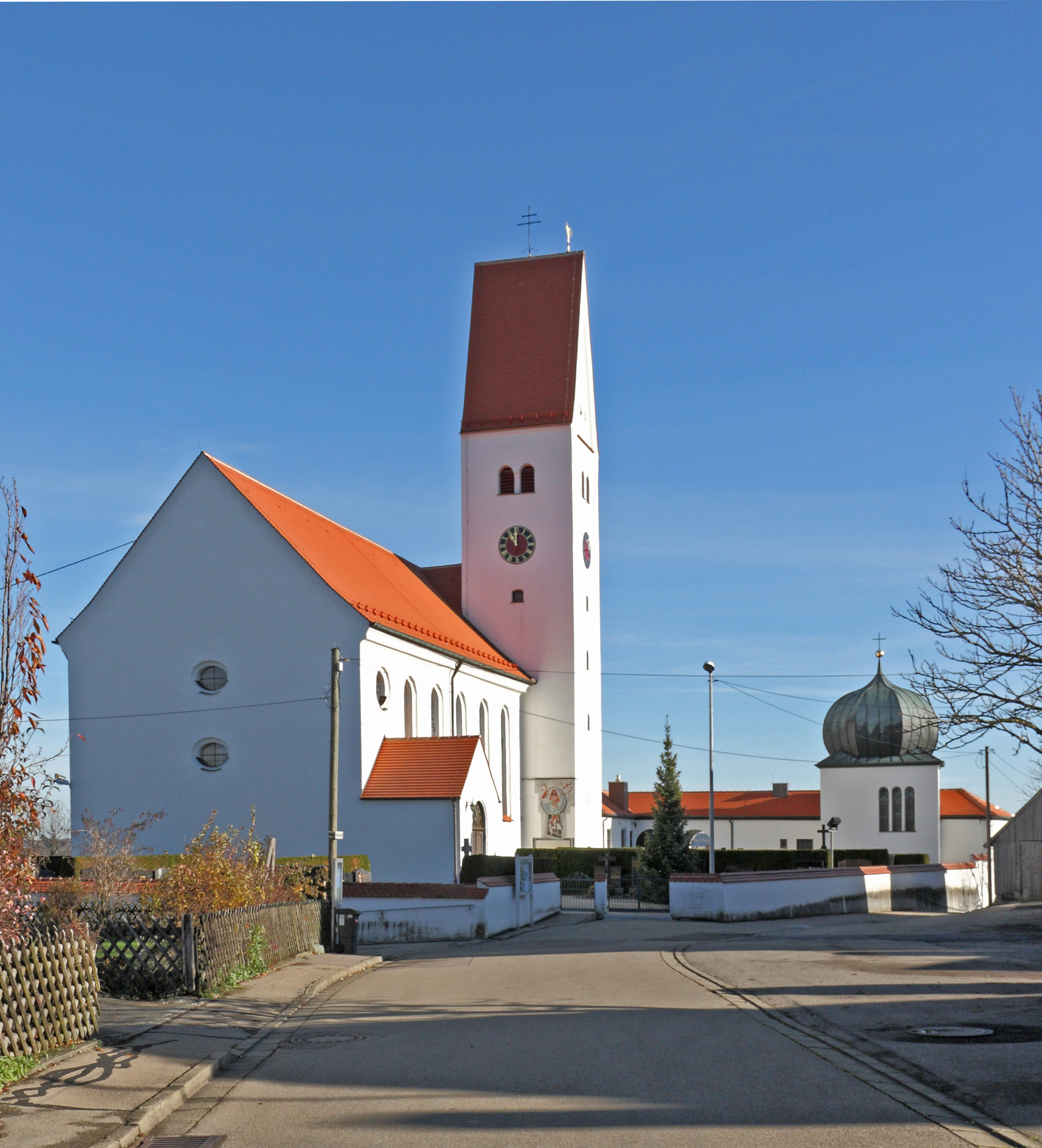
St. Georg in Kemnat

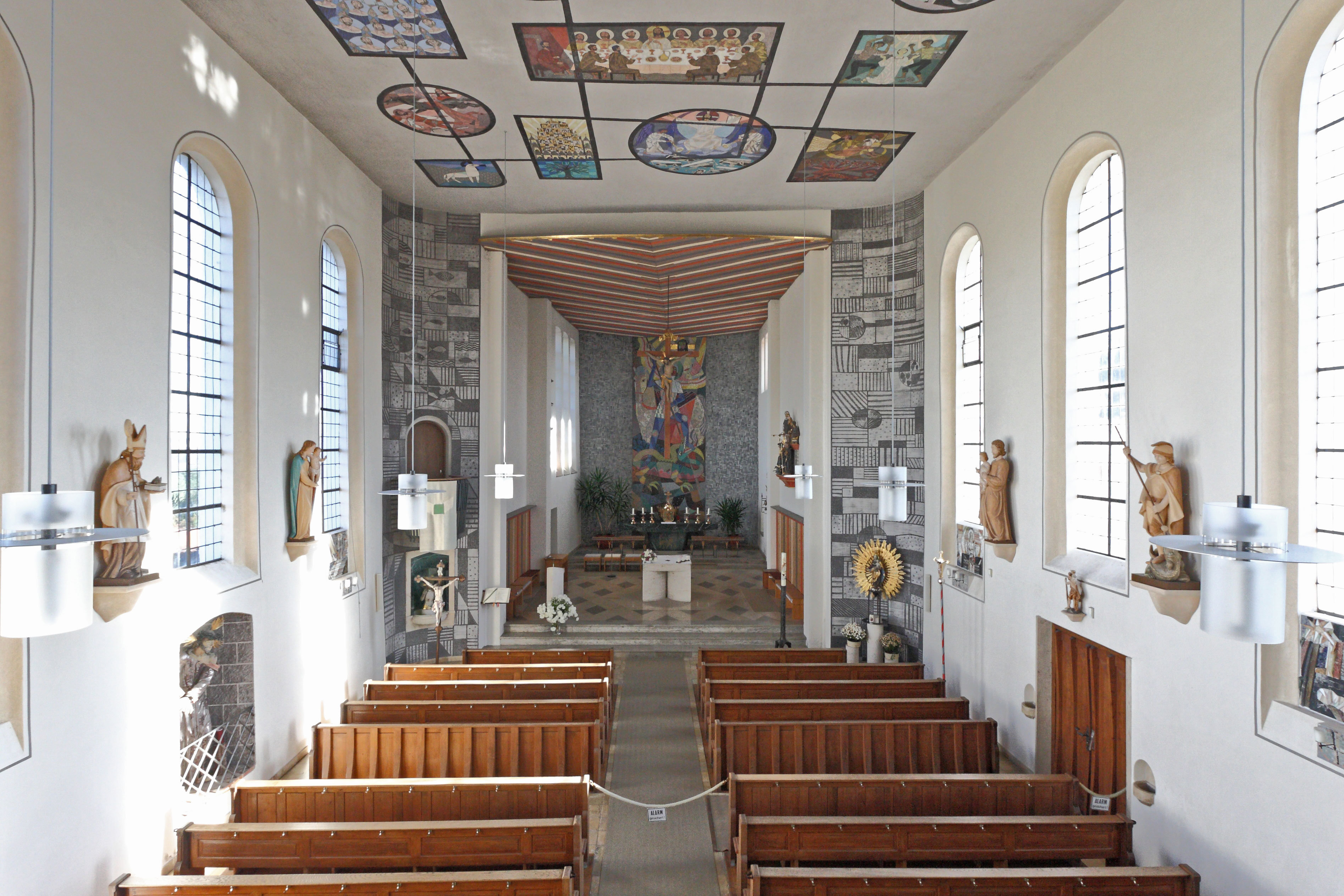
Innenraum

Die römisch-katholische Pfarrkirche St. Georg steht in Kemnat, einem Gemeindeteil von Burtenbach im schwäbischen Landkreis Günzburg in Bayern. Das Bauwerk ist in der Liste der Baudenkmäler in Burtenbach als Baudenkmal unter der Nr. D-7-74-122-14 eingetragen. Die Kirche gehört zum Dekanat Günzburg des Bistums Augsburg. Kirchenpatron ist der hl. Georg.

## Beschreibung
An das von Joseph Dossenberger 1778 errichtete und 1937 erweiterte Langhaus wurde 1956 ein eingezogener, dreiseitig geschlossener Chor im Osten angefügt, an dessen Südwand der gotische Chorflankenturm steht, der quer mit einem hohen Satteldach bedeckt ist. Seine oberen aufgestockten Geschosse beherbergen die Turmuhr und den Glockenstuhl. Zur Kirchenausstattung gehört ein um 1500 entstandener Schmerzensmann. Die übrige Kirchenausstattung entstand 1967. Nach Plänen von Dominikus Böhm wurde von 1946 bis 1949 der Gebäudekomplex aus Sakristei, Leichenhaus und Kriegerdenkmal errichtet.